# Vilma von Webenau
Vilma von Webenau, (15 février 1875, Constantinople — 9 octobre 1953, Vienne), est une compositrice, première étudiante d'Arnold Schönberg, petite-fille de Julie von Webenau.